# قبان (ناطع)

تعديل مصدري - تعديل

قبان هي إحدى قرى عزلة الحساء بمديرية ناطع التابعة لمحافظة البيضاء، بلغ تعداد سكانها 163 نسمة حسب تعداد اليمن لعام 2004.